# Grupo de Asesoramiento Científico sobre Orígenes de Nuevos Patógenos

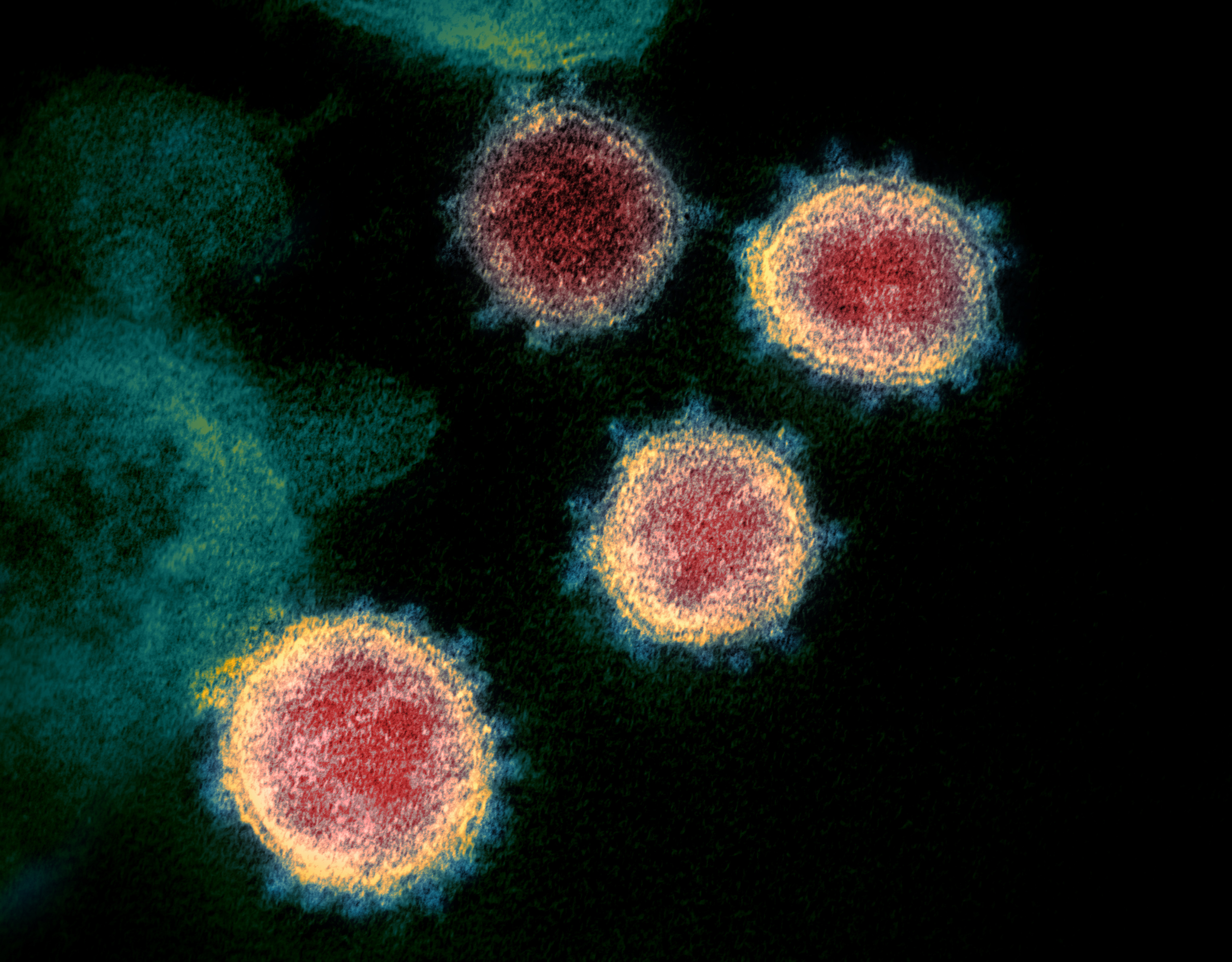
Nuevo Coronavirus SARS-CoV-2 surgido a finales de 2019
(imagen de microscopio electrónico)

El Grupo de Asesoramiento Científico sobre Orígenes de Nuevos Patógenos (o SAGO') es un órgano consultivo permanente de la Organización Mundial de la Salud, constituido en julio de 2021, con el amplio objetivo de examinar las enfermedades infecciosas emergentes, incluida la COVID-19. Según el Director General de la OMS, "SAGO desempeñará un papel vital en la próxima fase de los estudios sobre los orígenes del SARS-CoV-2, así como sobre los orígenes de futuros nuevos patógenos. "
El grupo se formó después de que la OMS disolviera el Estudio mundial sobre los orígenes del SARS-CoV-2, convocado por dicho organismo. En febrero de 2022, el director general de la OMS visitó China y se reunió con el primer ministro chino y habló de la necesidad de "una colaboración más estrecha sobre los orígenes del virus Covid-19, basada en la ciencia y las pruebas". En julio de 2023, un artículo en The New York Times detalló la información disponible hasta la fecha sobre los orígenes del virus Covid-19. 

## Antecedentes

### Formación
La OMS anunció por primera vez su decisión de crear la SAGO en julio de 2021, tras el "Estudio Mundial sobre los Orígenes del SARS-CoV-2" convocado por la OMS, que, según se informó, fue "comprometido por la falta de transparencia de China" por parte de países como Estados Unidos, Japón y Australia. El informe de la OMS, según el cual era "extremadamente improbable" la teoría de la fuga del laboratorio como origen del COVID-19, también fue rechazado por el director general de la OMS, Tedros Adhanom, quien pidió a China que compartiera los datos brutos, que fuera transparente y cooperara en la siguiente fase del estudio. Los críticos del grupo de estudio convocado por la OMS afirmaron que se veía obstaculizado por conflictos de intereses, ya que uno de sus miembros mantenía una larga relación laboral con el Instituto de Virología de Wuhan. El gobierno chino respondió afirmando que el informe de la misión conjunta OMS-China era "fidedigno, con base científica y ampliamente reconocido" e instó a '_"las partes pertinentes a dejar de politizar la cuestión del rastreo del origen".
La responsable técnica de la respuesta COVID-19 de la OMS Maria Van Kerkhove declaró al Washington Post en octubre de 2021 que el nuevo grupo SAGO, que incluye a científicos de Estados Unidos y China, es "una oportunidad real en este momento para deshacernos de todo el ruido, de toda la política que rodea esto y centrarnos en lo que sabemos". Sin embargo, Lawrence Gostin, del Centro de Derecho de la Universidad de Georgetown, especializado en Derecho de la salud pública, declaró al Washington Post: "Si alguien cree que SAGO responderá a la pregunta de cuál fue el origen del SARS-CoV-2, está muy equivocado, porque, por lo que respecta a China, hay muy pocas posibilidades de que accedan a la información o realicen una investigación sobre el terreno". Van Kerkhove dijo que hay que organizar una misión a un Estado miembro y espera que "haya misiones adicionales a China y potencialmente a otros lugares". Gostin dijo que el mayor valor del grupo no sería para el COVID-19, sino para que la OMS disponga de un comité permanente de expertos rigurosamente vetado para investigar futuros brotes cuando surjan conflictos.  En julio de 2023, un artículo publicado en The New York Times detalló la información disponible hasta la fecha sobre los orígenes del virus Covid-19.

### Composición del grupo
El 13 de octubre de 2021, la OMS emitió un "aviso público" con una lista de 26 "miembros propuestos" para el grupo, ofreciendo al público la posibilidad de proporcionar "comentarios públicos" sobre los individuos seleccionados.
Durante el periodo de comentarios públicos, varios científicos, entre ellos Alina Chan, afirmaron que varios de los miembros propuestos podían tener prejuicios y que no se debería haber seleccionado a ningún miembro del equipo de estudio convocado por la OMS para la SAGO.
El 1 de noviembre de 2021, la OMS anunció que volvería a abrir la convocatoria durante tres días más para animar a que se presentaran más candidaturas de expertos en los campos de las ciencias sociales de antropología, ética, ciencias políticas y los campos de bioseguridad y bioprotección.
El 24 de noviembre, el grupo celebró su primera reunión con 27 miembros, presidida por la viróloga médica Marietjie Venter, de la Universidad de Pretoria (Sudáfrica), con Jean-Claude Manuguerra, del Instituto Pasteur (Francia), como vicepresidente, y dos nuevos miembros de los campos de las ciencias sociales y la bioseguridad. La reunión fue en gran medida de procedimiento, y los miembros acordaron reunirse con frecuencia para formar un marco general de estudio de los nuevos patógenos emergentes, incluidos los orígenes de COVID-19.

## Críticas
Varios científicos criticaron la formación del panel de SAGO por carecer de ciertas áreas de especialización.